# Kopamerra truncatus
Kopamerra truncatus är en insektsart som beskrevs av Webb 1975. Kopamerra truncatus ingår i släktet Kopamerra och familjen dvärgstritar. Inga underarter finns listade i Catalogue of Life.